# Acer carpinifolium
Acer carpinifolium Siebold & Zucc., 1845 (in giapponese Chidorinoki) è un albero della famiglia delle Sapindacee originario del Giappone, tipico dei boschi montani.

## Descrizione
È un piccolo albero alto circa 10 metri, con corteccia liscia, di colore da grigio scuro a grigio-marrone.
Le foglie sono lunghe 7–15 cm e larghe 3–6 cm, semplici, pennate, a margine seghettato, con 18-24 paia di venature.
I fiori sono giallo verdastri, disposti in racemi penduli. È un specie dioica, con fiori maschili e femminili su alberi separati.
Il frutto è un samara di due semi ciascuno con un'ala lunga 2–3 cm.

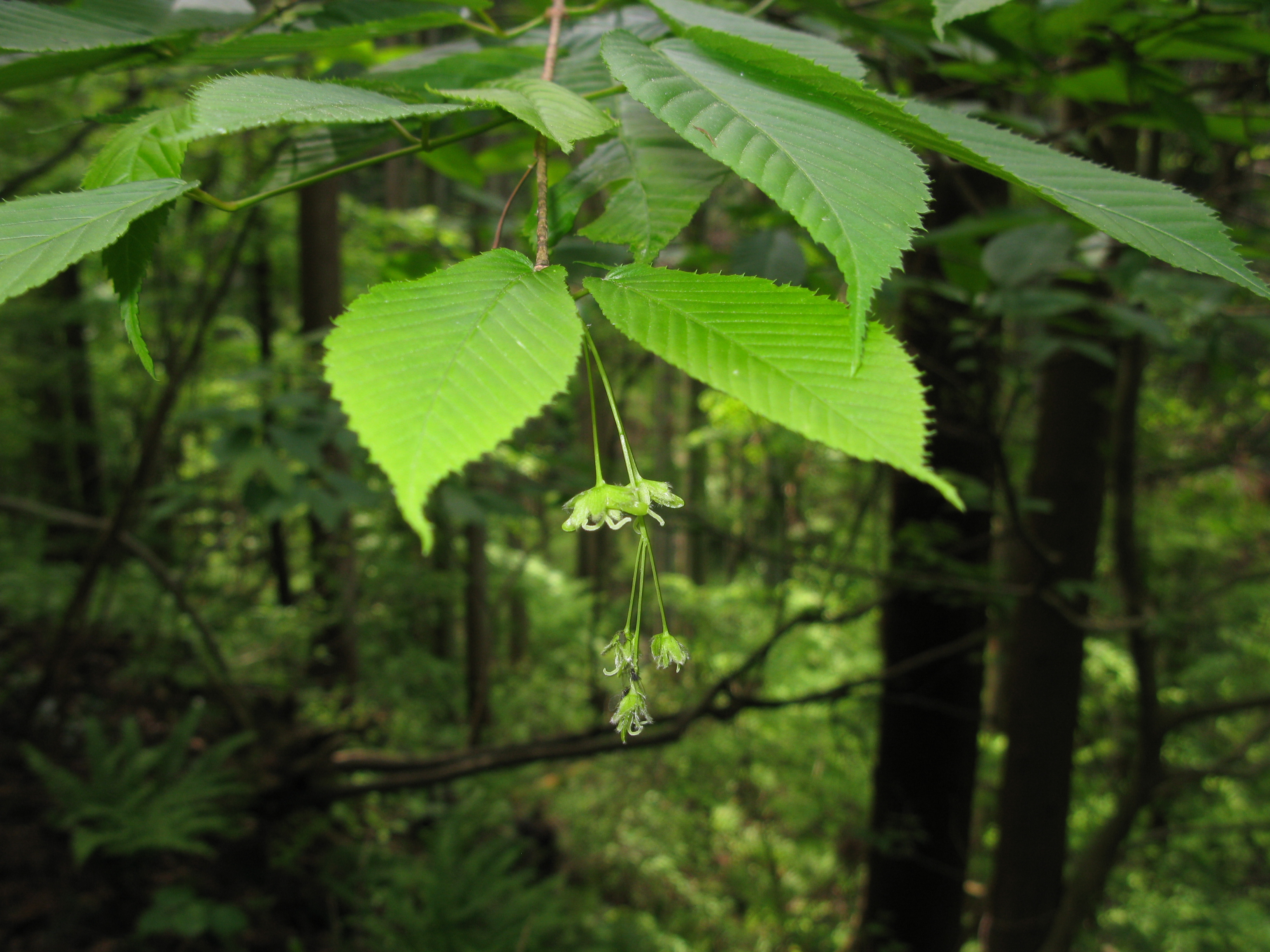
Fiori femminili
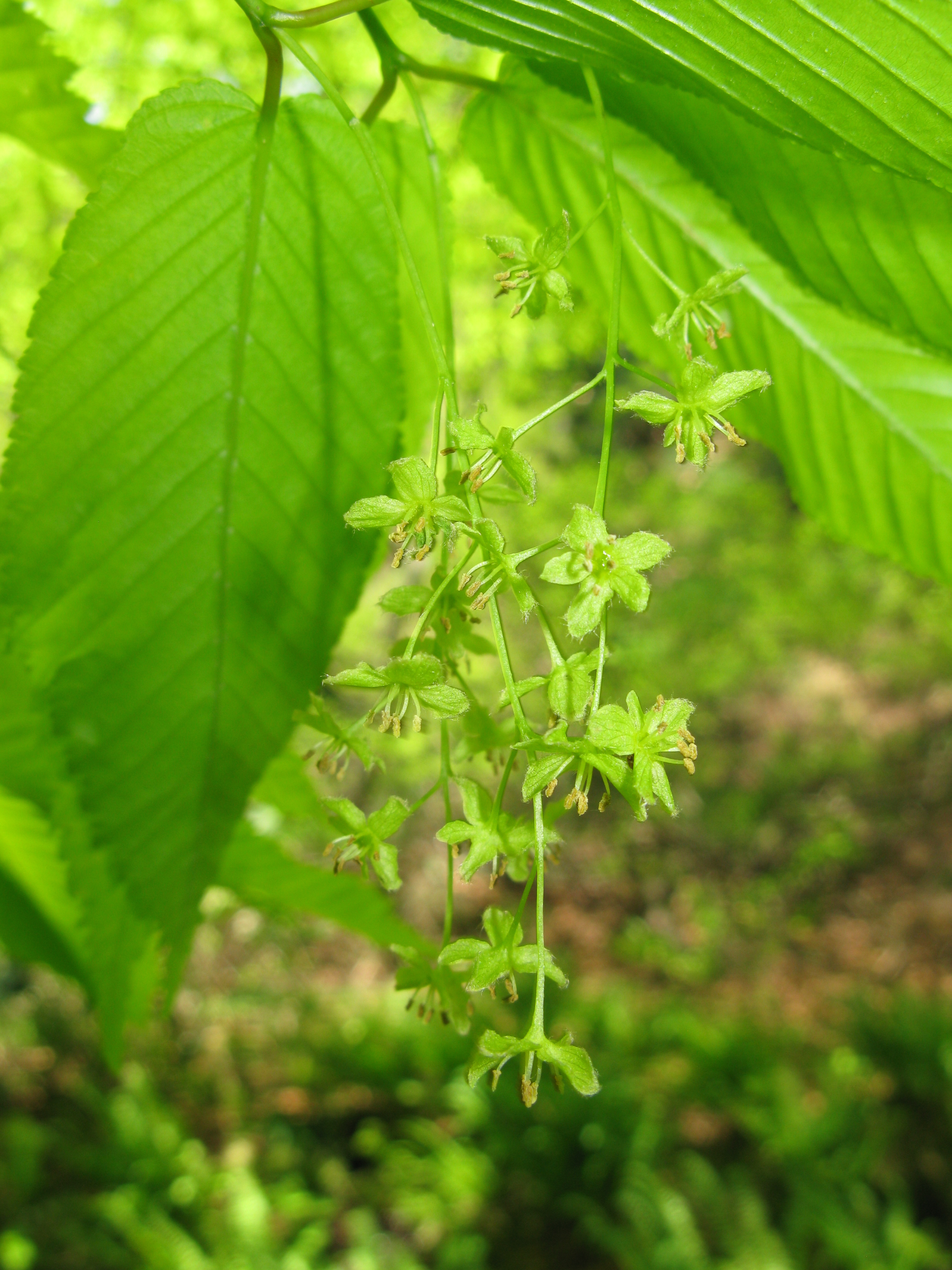
Fiori maschili
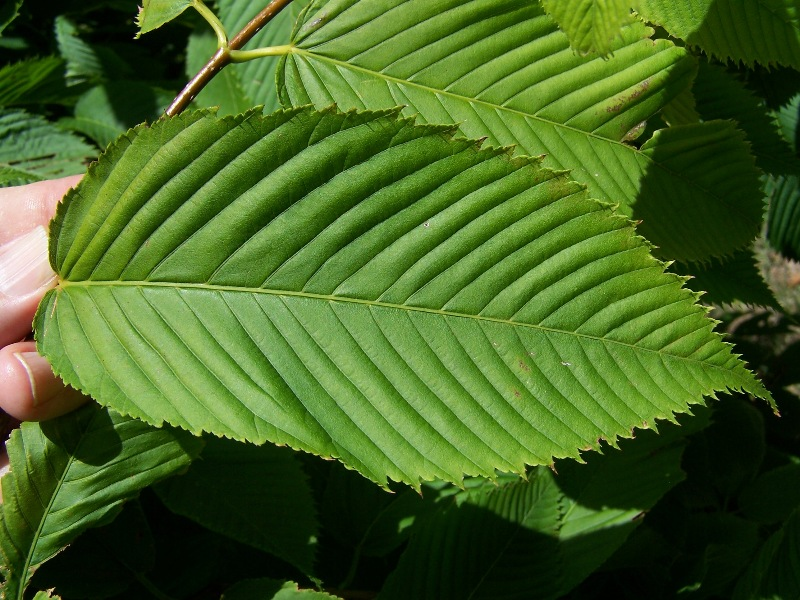
Venature foliari

## Usi
Viene coltivato come pianta ornamentale a causa del colore giallo brillante che assumono le foglie in autunno.